# Vladimir Georgiev
Vlagyimir Ivanov Georgiev (bolgár nyelven: Владимир Иванов Георгиев) (Gabare, 1908. február 3. – Szófia, 1986. július 14.) bolgár nyelvész és filológus.

## Életpályája
Vladimir Georgiev a bolgáriai Bjala Szlatina közelében fekvő Gabare faluban született 1908. február 3-án. 1930-ban kezdte meg tanulmányait a Szófiai Egyetemen, ahol filológiát tanult, majd 1933–1934 között a Bécsi Egyetemen indoeurópai, szláv és általános nyelvészetre szakosodott, később a Bécsi Egyetemen. Később 1935–1936-ban a berlini, 1939–1940 között a firenzei és 1946–1947 között pedig a párizsi egyetemeken tanult. 1931–1941 között a Szófiai Egyetem adjunktusa, 1936–1945 között egyetemi docens, 1945-ben pedig professzora. 1948–1974 között a Szófiai Egyetem Történeti és Filológiai Karán az általános és összehasonlító-történeti nyelvészet tanszékének vezetője, 1947–1948-ban a Filológiai Kar dékánja, 1948–1951 között rektorhelyettese, 1951–1956 között pedig rektora, és az intézet igazgatója volt. 
- 1951–1957 között a Bolgár Tudományos Akadémia Bolgár Nyelvtudományi Intézetének igazgatója, 1956–1963 között a Nyelvtudományi, Irodalom- és Művészettudományi Tanszék titkára, 1959–1972 között a Tudományos Akadémia alelnöke, 1972-től az Egyesült Nyelvi és Irodalomközpont igazgatója volt.
- 1958–1963-ig a Nemzetközi Szlavisztikai Bizottság elnöke, 1963-tól alelnöke, 1955-től a Bolgár Nemzeti Szlavisztikai Bizottság elnöke.
- 1965–1967 között a Nemzetközi Délkelet-európa Tanulmányi Szövetség elnöke, a Nemzetközi Mükenológiai Bizottság igazgatótanácsának tagja.
- A Short Encyclopedia of Bulgaria (1962–1969), a Balgarszka enciklopedia A–Ja (1974), a Bulgária enciklopédiájának (1978) szerkesztője.
- A Balkan Linguistics folyóirat szerkesztője
- 1952-től akadémikus.
- 1960-tól a berlini Humboldt Egyetem, és 1968-tól a prágai Károly Egyetem díszdoktora.
- 1967-től a Francia Tudományos Akadémia, 1966-tól a Finn Tudományos Akadémia, 1968-tól a lipcsei Szász Tudományos Akadémia, 1971-től a Belga Tudományos Akadémia, 1977-től az Athéni Tudományos Akadémia levelező tagja.

Szófiában hunyt el 1986. június 14-én.

## Munkássága
A balkáni nyelvészetben Georgiev megkülönböztette a trák és a dák nyelvet a fríg nyelvtől, és meghatározta a trák és az illír helyét is az indoeurópai nyelvek között.
Az összehasonlító módszer új alkalmazása alapján megállapította, hogy létezik egy pregörög indoeurópai nyelv, amelyet „pelasgnak” nevezett el.
Georgiev az elsők között járult hozzá a minószi írásrendszerek, különösen a Lineáris A megértéséhez. Georgiev munkáit számos tudós fejlesztette tovább, köztük Brandenstein és van Windekens, Carnot, Merling és Haas is. 
Többször is hozzájárult a thrakológia területéhez, beleértve az északkelet- bulgáriai Shoumen kerületben, Kyolmen faluban felfedezett felirat nyelvi értelmezését. 
Az 1960-as években Georgiev megvizsgálta Közép- és Kelet-Európa huszonhat legnagyobb folyójának nevét. Megállapítása szerint a nevek rekonstruálhatók proto-indoeurópaira, az indoeurópai őshazát nyugaton a Rajna, keletről pedig a Don folyó határolja. 
1962-es felvetése szerint az etruszk nyelv a hettitával rokon, ezt az elméletet a tudósok nem fogadják el.

## Külső hivatkozások
- Biografie Archiválva 2016. március 26-i dátummal a Wayback Machine-ben auf events.bg (bolgárul)
- Emilija Momtschilowa: Die nächsten Jubiläen der Mitglieder der Bulgarischen Akademie der Wissenschaften (1869-2008) Archiválva 2016. május 7-i dátummal a Wayback Machine-ben (Емилия Момчилова: Предстоящи годишнини на членове на Българската академия на науките (1869-2008)), Zentralbibliothek der Bulgarischen Akademie der Wissenschaften, Nr. 2(12), Jahrgang 2, Februar 2008 (bolgárul)
- Biografie[halott link] auf slawianie.narod.ru (oroszul)
- WorldCat – Georgiev, Vladimir Ivanov 1908-1986
- Vladimir I. Georgiev munkái az Internet Archívumban